# Байрон, Джон (офицер, 1756)
Джон Байрон (англ. John Byron, 7 февраля 1756 — 2 августа 1791) — офицер британской армии, отец поэта лорда Байрона.

## Биография
Джон Байрон был сыном вице-адмирала Джона Байрона и Софьи Треваньон и внуком Уильяма Байрона, 4-го барона Байрона. Окончил Вестминстерскую школу и получил звание капитана в Coldstream Guards — старейшем полку британской армии. В армии у Д. Байрона было прозвище «Безумный Джек».
В 1778 году Д. Байрон сбежал из Англии в Европу с Амелией Осборн, маркизой Кармартен, дочерью Роберта Дарси, 4-го графа Холдернесса. После того как Амелия получила развод от Фрэнсиса Осборна, 5-го герцога Лидса, Джон Байрон и Амелия поженились 1 июня 1779 в Лондоне. В браке у них родилась дочь Августа.
Амелия Осборн умерла в 1784 году. После её смерти, в 1785 году капитан Байрон женился вторично, по расчёту, на Кэтрин Гордон (ум. 1811), единственной наследнице богатого Джорджа Гордона, эсквайра. Она происходила из известного шотландского рода Гордонов, в жилах которого текла кровь шотландских королей (по линии Аннабеллы Стюарт). В этом браке у них родился сын Джордж, который в начале своей жизни унаследовал титул барона Байрона, став 6-м бароном Байроном. Для того, чтобы претендовать на имущество своей жены в Шотландии, Джон Байрон взял фамилию Гордон. После того как Джон промотал бо́льшую часть состояния жены, он бросил её. Кэтрин с маленьким Джорджем поселились в Абердине, Шотландия, где жили на скудный доход.
Джон Байрон умер в 1791 году в возрасте 35 лет, в Валансьене. Впоследствии лорд Байрон рассказывал друзьям, что его отец покончил с собой, перерезав себе горло.